# Kemkemia
Kemkemia – rodzaj krokodylomorfa z kladu Crocodyliformes. Został opisany w oparciu o jeden dystalny kręg ogonowy (MSNM V6408) pochodzący z datowanych na cenoman osadów złóż Kem Kem we wschodnim Maroku. Autorzy jego opisu pierwotnie uznali go za dinozaura z grupy teropodów, różniącego się budową kręgu od wszystkich innych znanych teropodów z wyjątkiem być może ilokelezji i Ligabueino. Odkryty kręg jest kompletny i zachowany w postaci trójwymiarowej – mierzy 60,48 mm długości, 33,81 cm wysokości i 17,79 cm szerokości; na tej podstawie autorzy jego opisu szacowali, że Kemkemia był teropodem o rozmiarach porównywalnych z dilofozaurem i elafrozaurem. Kręg ogonowy kemkemii wykazuje pewne podobieństwa do kręgów zauropodów, jednak są one prawdopodobnie wynikiem konwergencji. Cau i Maganuco zaklasyfikowali Kemkemia auditorei jako Neotheropoda incertae sedis, przypuszczalnie ceratozaura. Autorzy sugerują, że w cenomanie na terenie dzisiejszego Maroka żyło co najmniej kilka rodzajów średniej wielkości i dużych dinozaurów – Spinosaurus, Carcharodontosaurus, Deltadromeus, Kemkemia i nienazwany jeszcze abelizauryd; późniejsze odkrycia sugerują, że żył tam jeszcze jeden karcharodontozauryd, Sauroniops. Stosunkowo duża różnorodność teropodów kontrastuje ze stosunkowo niewielkim zróżnicowaniem roślinożerców na tych terenach. Lio i współpracownicy (2012) wykazali jednak, że kręg kemkemii wykazuje większe podobieństwo do kręgów ogonowych krokodylomorfów z grupy Crocodyliformes; co za tym idzie, bardziej prawdopodobna jest jej przynależność właśnie do tej grupy archozaurów niż do teropodów. Pozycja filogenetyczna kemkemii w obrębie Crocodyliformes jest jednak niepewna; autorzy wykluczyli jej przynależność do Eusuchia, a ponadto stwierdzili, że holotyp K. auditorei różni się od kręgów ogonowych krokodylomorfów z rodzajów Baurusuchus, Simosuchus i Notosuchus. Lio i współpracownicy uznali K. auditorei za nomen dubium.
Nazwa rodzajowa Kemkemia pochodzi od złóż Kem Kem, w których odkryto holotyp, zaś epitet gatunkowy gatunku typowego, auditorei, honoruje włoskiego paleoartystę – Roberto Auditorego.